# كلسدن (بيدفوردشير)
كلسدن (بالإنجليزية: Colesden)‏ هي قرية تقع في المملكة المتحدة في شرق انجلترا.